# Gyöngyössolymos
Gyöngyössolymos is een plaats (község) en gemeente in het Hongaarse comitaat Heves. Gyöngyössolymos telt 3219 inwoners (2002).